# Philonotis mbelabiensis
Philonotis mbelabiensis là một loài rêu trong họ Bartramiaceae. Loài này được P. de la Varde mô tả khoa học đầu tiên năm 1935.